# رشید بوشارب
رشید بوشارب (فرانسوی: Rachid Bouchareb‎؛ زادهٔ ۱ سپتامبر ۱۹۵۳) یک کارگردان، و تهیه‌کننده اهل فرانسه الجزایری تبار است.
وی همچنین برنده جوایزی همچون لژیون دونور (شوالیه) شده‌است.
رشید بوشارب، جایزه افتخاری یک عمر فعالیت سینمایی جشنواره فیلم ابوظبی سال ۲۰۱۴ را دریافت کرده‌است.
بوشارپ که فیلم‌هایی چون «روزهای افتخار»، «رود لندن»، «درست مثل یک زن» (با بازی گلشیفته فراهانی) و «دو مرد در شهر» را در کارنامه دارد، نامزد دریافت اسکار بهترین فیلم خارجی شده و در جشنواره‌های مختلف از جمله کن جایزه برده است.
آخرین فیلم او، «دو مرد در شهر»، داستان مرد سیاهپوستی به نام ویلیام گارنت را با بازی فارست ویتاکر روایت می‌کند که از زندان آزاد شده، در حالی که مسلمان شده و حالا با کلانتری با بازی هاروی کایتل که معاونش را هجده سال پیش کشته، درگیر است.
فیلم قبلی او «درست مثل یک زن» با بازی گلشیفته فراهانی و سینا میلر نیز داستان دو زن- یکی آمریکایی و دیگری یک مهاجر مصری- را روایت می‌کند که با مشکلات خانوادگی درگیرند و این میان دوستی ای میانشان شکل می‌گیرد.

## فیلم‌شناسی
از فیلم‌ها یا برنامه‌های تلویزیونی که وی در آن نقش داشته‌است می‌توان به آستریکس در بازی‌های المپیک اشاره کرد.
- بتون روژ (۱۹۸۵)
- چب (۱۹۹۱)
- غبار زندگی (۱۹۹۵)
- سنگال کوچک (۲۰۰۰)
- روزهای افتخار (۲۰۰۶)
- نیلوفر (۲۰۰۸)
- رود لندن (۲۰۰۹)
- خارج از قانون (۲۰۱۰)
- درست مثل یک زن (۲۰۱۲)
- دو مرد در شهر (۲۰۱۴)